# Bremen (película)
Bremen es una comedia musical onírica chilena de 2024 dirigida por Cristóbal Briceño, producida por Arrecife Studio y protagonizada por los integrantes de la banda chilena Ases Falsos, incluyendo al propio Briceño.
En Chile la película fue estrenada en el V Festival de Cine Nacional de Ñuble y fue seleccionada para el Festival Internacional de Cine de Bremen 2024 en Alemania.

## Sinopsis

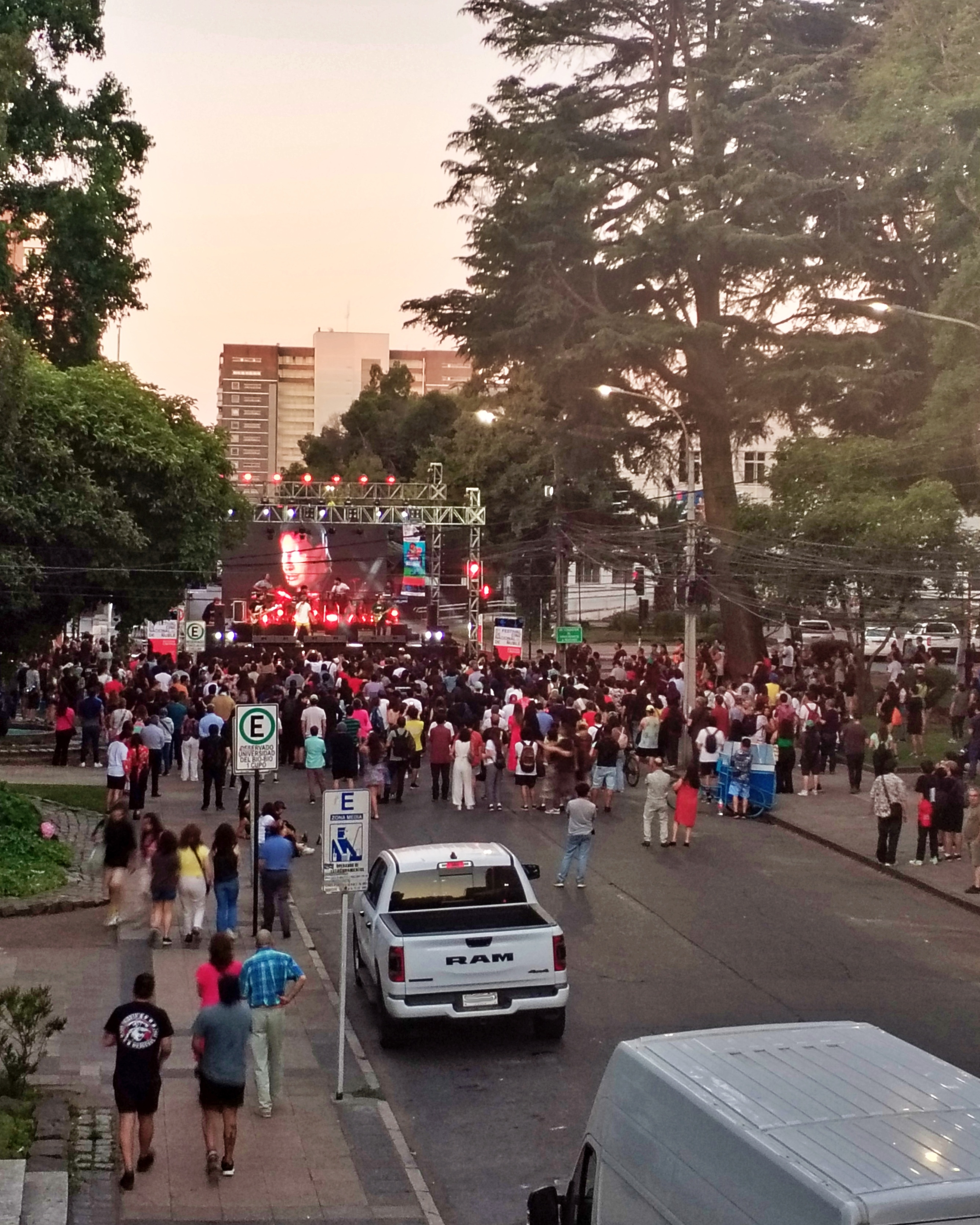
Estreno de Bremen en el Festival de Cine Nacional de Ñuble 2024

Bremen es una adaptación libre de Los músicos de Bremen, un cuento de hadas escrito por los hermanos Grimm y publicado en 1819.
Al enterarse de que lo van a masacrar, Burro (Daniel de la Fuente) se escapa de sus dueños y huye sin dirección. El azar lo reúne con Perro (Simón Sánchez), Gato (Francisco Rojas) y Gallo (Cristóbal Briceño), formando así un equipo de cuatro marginados unidos por su miseria común. Juntos parten en busca de Bremen, un lugar paradisíaco donde pretenden consolidarse como banda musical. Sin embargo, el destino los obliga a enfrentarse a las más diversas y excéntricas amenazas, y la muerte comienza a cernirse sobre ellos.

## Elenco
- Daniel de la Fuente como Burro
- Simón Sánchez como Perro
- Francisco Rojas como Gato
- Cristóbal Briceño como Gallo

## Producción
En 2021 la banda Ases Falsos anunció por Facebook la grabación de su primera película,comenzando a recaudar fondos propios y entre sus fans para su realización.A comienzos de 2023 fue proyectado un avance de una hora antes de entrar en su edición final. Para entonces, el estreno estaba proyectado para finales de ese mismo año.

## Estreno
El 11 de enero de 2024 Bremen fue estrenada como parte del V Festival de Cine Nacional de Ñuble.Al mes siguiente fue seleccionada para el Festival Internacional de Cine de Bremen en Alemania,donde fue estrenada el 12 de abril del mismo año.